# 1362 Griqua
1362 Griqua eller 1935 QG1 är en asteroid upptäckt 31 juli 1935 av den sydafrikanske astronomen Cyril V. Jackson vid Union Observatory, Johannesburg. Asteroiden har fått sitt namn efter Griqua, ett folk av blandad härkomst i Sydafrika och Namibia.
Den tillhör och har givit namn åt asteroidgruppen Griqua.
Asteroiden befinner sig i 2:1 banresonans med Jupiter. Normalt innebär detta att omloppsbanan är instabil, men tack vare den höga excentriciteten och den höga banlutningen är omloppsbanan stabil. Den beräknade livslängden för dagens omloppsbana är 150 miljoner år.